# Ковалёв, Владислав Юрьевич
Владисла́в Ю́рьевич Ковалёв (бел. Уладзіслаў Кавалёў; 17 января 1986, Витебск, БССР, СССР — 15 марта 2012, Пищаловский замок, Минск, Республика Беларусь) — гражданин Белоруссии, осуждённый по обвинению в соучастии в теракте в Минском метро 11 апреля 2011 года, взрыве на день независимости в Минске 4 июля 2008 года и двух взрывах в Витебске в сентябре 2005 года, произведённых Дмитрием Коноваловым. Расстрелян вместе с ним по приговору суда.

## Биография

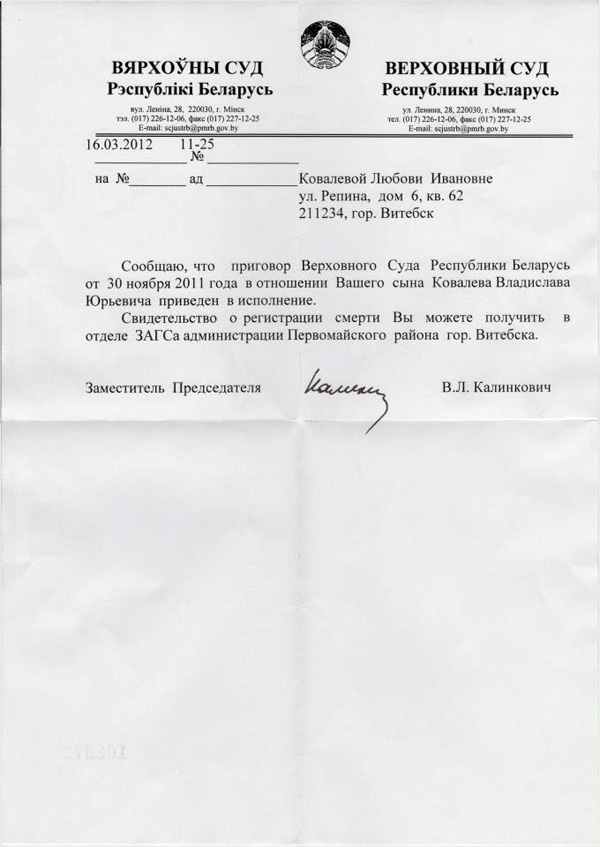
Уведомление о приведении приговора в исполнение

Родился 17 января 1986 года в Витебске в районе под названием «ДСК».
Известно, что Ковалёв до 17 лет контактировал с местными скинхедами, позже все контакты с ними прекратил. Сотрудники милицейского патруля нередко заставали несовершеннолетнего Ковалёва, в нетрезвом состоянии бродившего по городу. Владислав был поставлен на учёт в подростковый наркологический диспансер.
С Коноваловым дружил с детства, жил по соседству и учился в одном классе. В начале 2000–х годов друзья устраивали хулиганские взрывы в подъездах домов и поджоги автомобилей, взрывали и петарды.

### Взрывы в Витебске (2005)
По данным следствия, Ковалёв принял участие в двух взрывах в Витебске в 2005 году, совершённых вместе с Коноваловым.
Согласно официальной версии следствия, 14 сентября 2005 года 19-летние Дмитрий Коновалов и Владислав Ковалёв закопали в цветочную клумбу около автобусной остановки начинённую гвоздями и болтами металлическую банку (по показаниям Ковалёва, это была банка из-под пива). Детонация произошла в 18:45 по местному времени, несмотря на час пик, ранения получили всего двое случайных прохожих. Неделю спустя — 22 сентября 2005 — Коновалов и Ковалёв вновь установили недалеко от популярного в Витебске молодёжного кафе «Эридан» самодельное взрывное устройство, начинённое поражающими элементами (на этот раз в пакете из-под фруктового сока). В результате детонации в 22:17 ранения получили 50 человек.
Впоследствии Коновалов, почувствовав безнаказанность, стал готовить более серьёзный взрыв. Ковалёв отказался в нём участвовать. Однако он не сделал ничего, чтобы остановить друга.
Во взрыве в Минске на день независимости в 2008 году, устроенном Коноваловым, Ковалёв не принял участия.

### Взрыв в Минском метро (2011)
Утром 10 апреля 2011 Коновалов с большой тёмно-синей спортивной сумкой сел на поезд «Витебск—Минск», днём ранее он позвонил Ковалёву, тогда проживавшему в Минске, и попросил встретить его на вокзале. Вечером 10 апреля Коновалов прибыл в Минск и встретился с Ковалёвым; на вопрос «что в сумке?» Дмитрий сначала не дал внятного ответа. По его словам, приехал в Минск, чтобы встретиться с девушкой — Яной Почицкой, с которой он познакомился на сайте «ВКонтакте». Они встретились и вместе пошли в магазин за спиртным и закуской. После чего начали празднование встречи на съёмной квартире Коновалова, в процессе которой он признался другу, что приехал в Минск для совершения теракта. После застолья девушка легла спать, а Коновалов и Ковалёв начали думать, что делать с бомбой. Ковалёв предложил Коновалову не совершать преступных действий и остаться в квартире, но тот всё-таки решился на теракт. В это время проснулась Почицкая и увидела, как два её новых друга стояли и шептались о чём-то над сумкой. Увидев её, парни попросили Яну уйти на кухню. 11 апреля 2011 года в 17:15 Коновалов с сумкой покинул квартиру. Вернулся около 19:00 в квартиру, Ковалёв и Почицкая всё ещё ждали его.

### Задержание и следствие
12 апреля 2011 года Коновалова отследили по камерам видео наблюдения. Вызвали спецподразделение «Алмаз». Проследили до квартиры, где находились Дмитрий Коновалов, Владислав Ковалёв и Яна Почицкая. По словам последней, Коновалов сначала заперся, но потом сдался. Ковалёв и Почицкая были мгновенно «скручены» и не оказали никакого сопротивления.
На этапе следствия под стражу вместе с Коноваловым и Ковалёвым были взяты сразу несколько человек — Яна Почицкая, Геннадий Коновалов (отец Дмитрия), его брат, а также два сослуживца Коновалова. Со стороны Ковалёва под стражу был взят только его брат. В процессе следствия все фигуранты дела, кроме Владислава и Дмитрия, были освобождены, а им были предъявлены обвинения.
В ходе предварительного следствия Ковалёв дал показания о том, что организатором всех взрывов является Коновалов, себя признал виновным в недонесении об этих эпизодах, но отрицал своё соучастие. 1 августа 2011 года Генпрокуратура заявила о передаче дела в суд.

### Суд и казнь
В ходе судебного следствия, которое началось 15 сентября 2011 года, отказался от данных ранее признательных показаний, пояснив, что вынужден был оговорить себя и Коновалова под изощрёнными пытками и психологическим давлением следственных органов. Владиславу Ковалёву были предъявлены обвинения по 7 статьям Уголовного кодекса РБ: «Помощь в совершении преступления», «Терроризм», «Незаконное изготовление и оборот взрывчатых веществ», «Хулиганство», «Умышленное уничтожение или повреждение собственности общеопасным способом», «Укрывание преступника», «Недонос о преступлении». Обвиняемый Ковалёв признал вину частично.
14 ноября 2011 года сторона обвинения запросила для подсудимых Ковалёва и Коновалова исключительную меру наказания – смертную казнь.
30 ноября Верховным судом признан виновным в недонесении о взрывах в 2005 году в Витебске и в 2008 году в Минске, а также в пособничестве в терроризме (взрыв в 2011 году в Минске). Взрывы судом были квалифицированы как теракты. Их исполнителем, а также изготовителем взрывных устройств был признан Коновалов. Владислав Ковалёв и Дмитрий Коновалов были приговорены к исключительной мере наказания — смертной казни через расстрел.
9 декабря 2011 года Ковалёв подал на имя Александра Лукашенко прошение о помиловании.
14 марта 2012 года стало известно о том, что прошение было отклонено. 15 марта 2012 года смертный приговор в отношении Владислава Ковалёва был приведён в исполнение в столичном СИЗО-1, а 17 марта его мать, Любовь Ковалёва, получила официальное письмо, датируемое 16 марта, о том, что её сын расстрелян. На следующий день, 16 марта, расстреляли и Коновалова.
В период судебного следствия мать Владислава Ковалёва, Любовь Ковалёва, подала жалобу, в которой она указала нарушения уголовно-процессуального кодекса во время проведения следствия и суда. Верховный Суд принял жалобу; её рассмотрение продолжилось уже после приведения приговора в исполнение.
Мать и сестра подали жалобу в Комитет ООН по правам человека, которая была зарегистрирована 15 декабря 2011 года и рассмотрена 29 октября 2012 года. Генпрокуратура отказалась пересматривать дело Владислава Ковалёва по вновь открывшимся обстоятельствам.
После казни Любовь Ковалёва выступает за невиновность своего сына и второго осуждённого Коновалова, а также за отмену смертной казни в Белоруссии.